# سینمای زیمبابوه
زیمبابوه فرهنگ سینمایی فعالی دارد که شامل فیلم‌های ساخته‌شده در این کشور قبل و بعد از دوره‌های استمعمار آن است. بحران سیاسی و اقتصادی ویژگی‌های این صنعت بوده‌اند.